# Clathrate d'hydrogène
Un clathrate d'hydrogène est un clathrate contenant de l'hydrogène moléculaire au sein d'une cage d'eau. Il peut être formé par réaction entre de l'eau et du dihydrogène sous pression, la réaction étant significativement plus rapide lorsque l'eau est sous forme de glace Ih au lieu de liquide (la conversion de glace Ih et H2 en clathrates est presque complète à 1 500 bar et 150 K en moins de 10 minutes alors qu'elle n'atteint que 30 % dans des conditions similaires en 3 heures à partir d'eau liquide). Un clathrate d'hydrogène peut atteindre une stœchiométrie de 48H2•136H2O, correspondant à une fraction massique d'H2 de 3,77 %, ce qui est supérieur à des hydrures métalliques comme LaNi5H6 et Mg2NiH4 (fractions massives d'H2 respectives de 3,59 et 1,37 %). Cette substance présente par conséquent un intérêt pour le stockage de l'hydrogène dans une économie hydrogène,.